# The Room Next Door
The Room Next Door („Das Zimmer nebenan“, spanischer Titel: La habitación de al lado) ist ein Spielfilm von Pedro Almodóvar aus dem Jahr 2024. Bei dem Melodram handelt es sich um eine Adaption des Romans What Are You Going Through von Sigrid Nunez (dt. Titel: Was fehlt dir). Im Mittelpunkt der Filmhandlung stehen zwei New Yorker Freundinnen, die den Kontakt zueinander nach Jahren wiederaufleben lassen. In gemeinsamen Gesprächen setzen sie sich mit Themen wie Reue, Erlösung und der eigenen Sterblichkeit auseinander. Die Hauptrollen übernahmen Julianne Moore und Tilda Swinton. Die spanische Produktion, gleichzeitig Almodóvars erster Spielfilm in englischer Sprache, wurde Anfang September 2024 auf dem Filmfestival von Venedig uraufgeführt. Dort gewann The Room Next Door mit dem Goldenen Löwen den Hauptpreis. Ein regulärer Kinostart in Spanien und Deutschland erfolgte im Oktober desselben Jahres.

## Handlung
Die Bestsellerautorin Ingrid lebt in Manhattan und verdient ihren Lebensunterhalt mit der Veröffentlichung autofiktionaler Romane. Sie hat solche Angst vor dem Tod, dass sie mit On Sudden Deaths gerade ein Buch über das Thema verfasst hat. Nachdem Ingrid vor langer Zeit den Kontakt zu ihrer Freundin Martha verloren hat, lässt sie die Freundschaft mit der todkranken Kriegskorrespondentin wiederaufleben. Martha hat Gebärmutterhalskrebs im Endstadium. Ingrid stattet ihr einen Besuch im Krankenhaus ab und wird in den zermürbenden Ablauf von Marthas medizinischen Behandlungen hineingezogen. Bei den folgenden Treffen vertiefen sich die Frauen in ihre Vergangenheit. Ingrid und Martha arbeiteten in ihrer Jugend gemeinsam für eine Zeitschrift. Sie tauschen sich über Erinnerungen, Anekdoten, Kunst und Filme aus. Weitere Themen sind Reue, Erlösung und die eigene Sterblichkeit. Ingrid erfährt, dass sich Martha wegen eines Missverständnisses mit ihrer Tochter entzweit hat.
Martha tritt eines Tages mit einer Bitte an Ingrid heran, die ihre Bindung auf die Probe stellt. Sie soll Martha in ein Haus in einem Naturschutzgebiet, zwei Fahrstunden von Manhattan entfernt, begleiten. Dort will die Schwerkranke freiwillig mit einer aus dem Darknet besorgten Medikation aus dem Leben scheiden. Da Martha bei ihren gefährlichen Einsätzen in Krisengebieten immer von Kollegen umgeben war, möchte sie nicht allein sterben. Ingrid soll im titelgebenden Raum nebenan verweilen. Sie stimmt Marthas Vorhaben zu. Die Tage verbringen beide bis zu Marthas Tod mit kurzen Spaziergängen und langen Filmabenden. Am Ende erscheint auch Marthas Tochter, die traumatisiert war, da sie ihren Vater nie kennenlernen konnte.

## Hintergrund

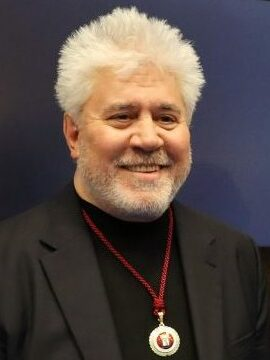
Pedro Almodóvar (2018)

The Room Next Door wurde von Pedro und Agustín Almodóvars Gesellschaft El Deseo produziert. Für die Hauptrollen von Ingrid und Martha wurden Julianne Moore und Tilda Swinton verpflichtet. In weiteren Rollen sind unter anderem John Turturro, Alessandro Nivola und Juan Diego Botto zu sehen. Die Dreharbeiten fanden ab März 2023 in New York und Madrid statt und wurden von Almodóvar als „sehr bewegend“ beschrieben. Es ist der erste englischsprachige Spielfilm des spanischen Regisseurs und Drehbuchautors. Eigenen Angaben zufolge verschwand Almodóvars Unsicherheit nach der ersten Lesung mit den Schauspielern. „Die Sprache sollte kein Problem sein, und zwar nicht, weil ich Englisch beherrsche, sondern weil die gesamte Besetzung bereit war, mich zu verstehen und es mir leicht zu machen, sie zu verstehen.“ Ein zuvor erwogenes Spielfilmprojekt mit Cate Blanchett, basierend auf Lucia Berlins Kurzgeschichtenband A Manual for Cleaning Women, hatte Almodóvar verworfen. In Vorbereitung auf seine Tätigkeit im englischsprachigen Kino hatte er mit The Human Voice (2020) und Strange Way of Life (2023) erste englischsprachige Kurzfilme inszeniert. Swinton, die in The Human Voice aufgetreten war, verglich The Room Next Door mit Almodóvars Spielfilm Leid und Herrlichkeit von 2019. Themen seien wie dort alte Freundschaften, „wie sie uns stützen und wofür wir sie in dieser Phase unseres Lebens brauchen“. Almodóvar gab vor der Premiere an, dass im Mittelpunkt der Filmhandlung eine unvollkommene Mutter und ihre verärgerte Tochter stehen, die sich aufgrund eines Missverständnisses voneinander entfremdet haben. Während der Präsentation des Films in Venedig trat er gemeinsam mit Swinton als Befürworter von Sterbehilfe auf. In der Pressekonferenz nach der Uraufführung betonte der Regisseur, dass sich der Film für die Sterbehilfe einsetze. „Es gehe um die persönliche Freiheit des Menschen, sein Recht, nicht die Krankheit entscheiden zu lassen, wann das Ende naht, sondern selbst die Zügel in der Hand zu behalten“.

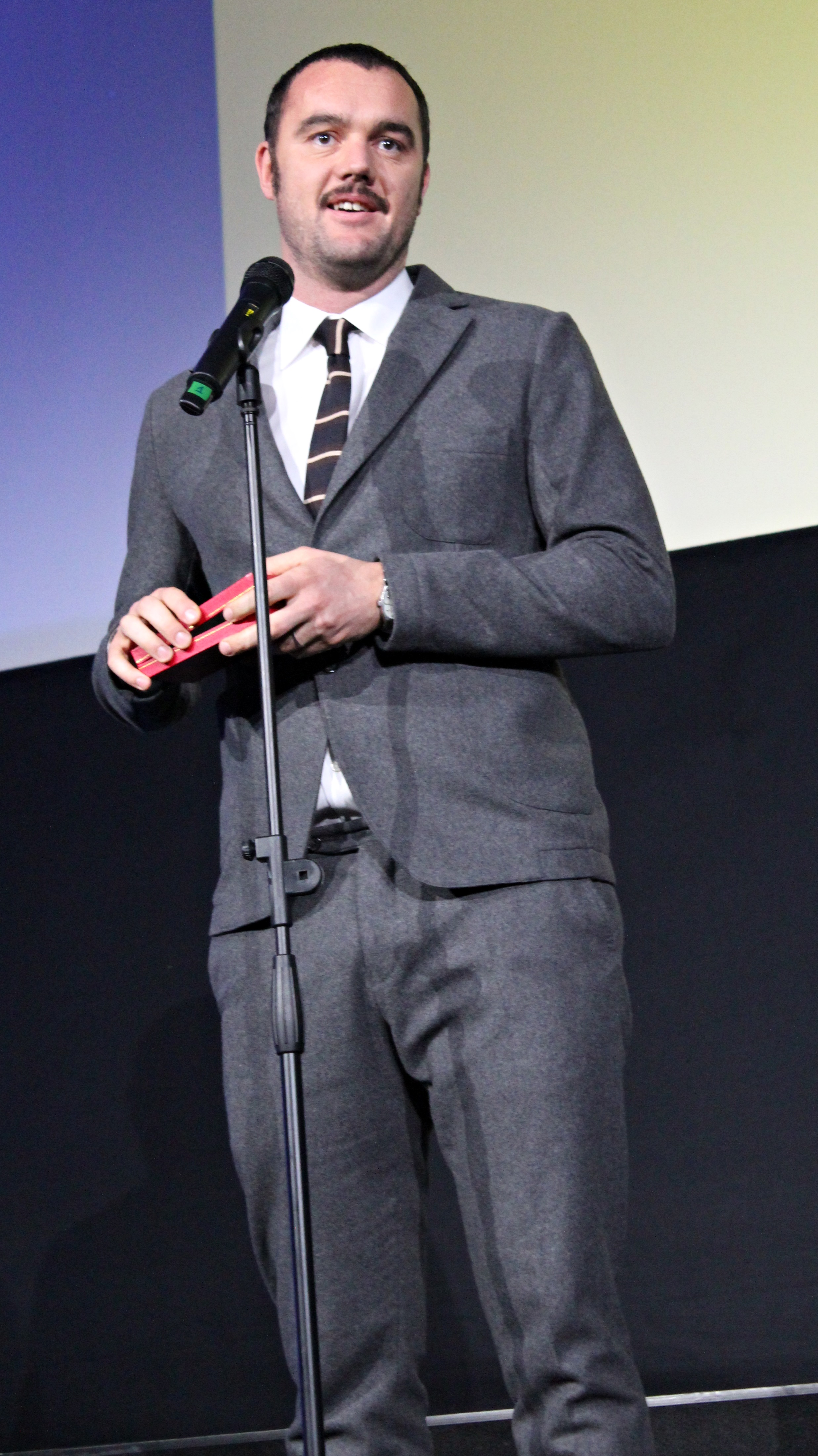
Kameramann Eduard Grau (2019)

Für die Kameraarbeit verpflichtete Almodóvar erstmals den im internationalen Kino tätigen Spanier Eduard Grau, während er bei früheren Arbeiten überwiegend auf José Luis Alcaine zurückgriff. Im Gegensatz zu diesem gehörte Grau der American Society of Cinematographers (ASC) an. Er empfand es als „unglaubliche Ehre“, mit Almodóvar zu arbeiten. Man entschied, für die Aufnahmen die ARRI-Alexa-35-Kamera und anamorphotische Panavision-Objektive zu verwenden. Diese Kombination mit der zusätzlichen Körnung und dem Seitenverhältnis von 2,40″ sollten laut Grau die Figuren und die Geschichte, die sich zwischen ihnen abspielt, hervorheben. Der Look von The Room Next Door sollte näher bei Almodóvars früheren Werken liegen, die seinen Stil geprägt haben. Die Farbe sollte im Mittelpunkt stehen sowie die „nicht verhandelbare“ Schönheit der Hauptdarstellerinnen. „Wir wollten einen komplett almodovarischen Film machen, seinen Stil so weit wie möglich würdigen und der Geschichte und ihren Figuren treu bleiben“, so Grau.
Für Schnitt und Filmmusik vertraute Almodóvar auf Teresa Font und Alberto Iglesias, mit denen er bereits zuvor zusammenarbeitete.

## Rezeption

### Veröffentlichung

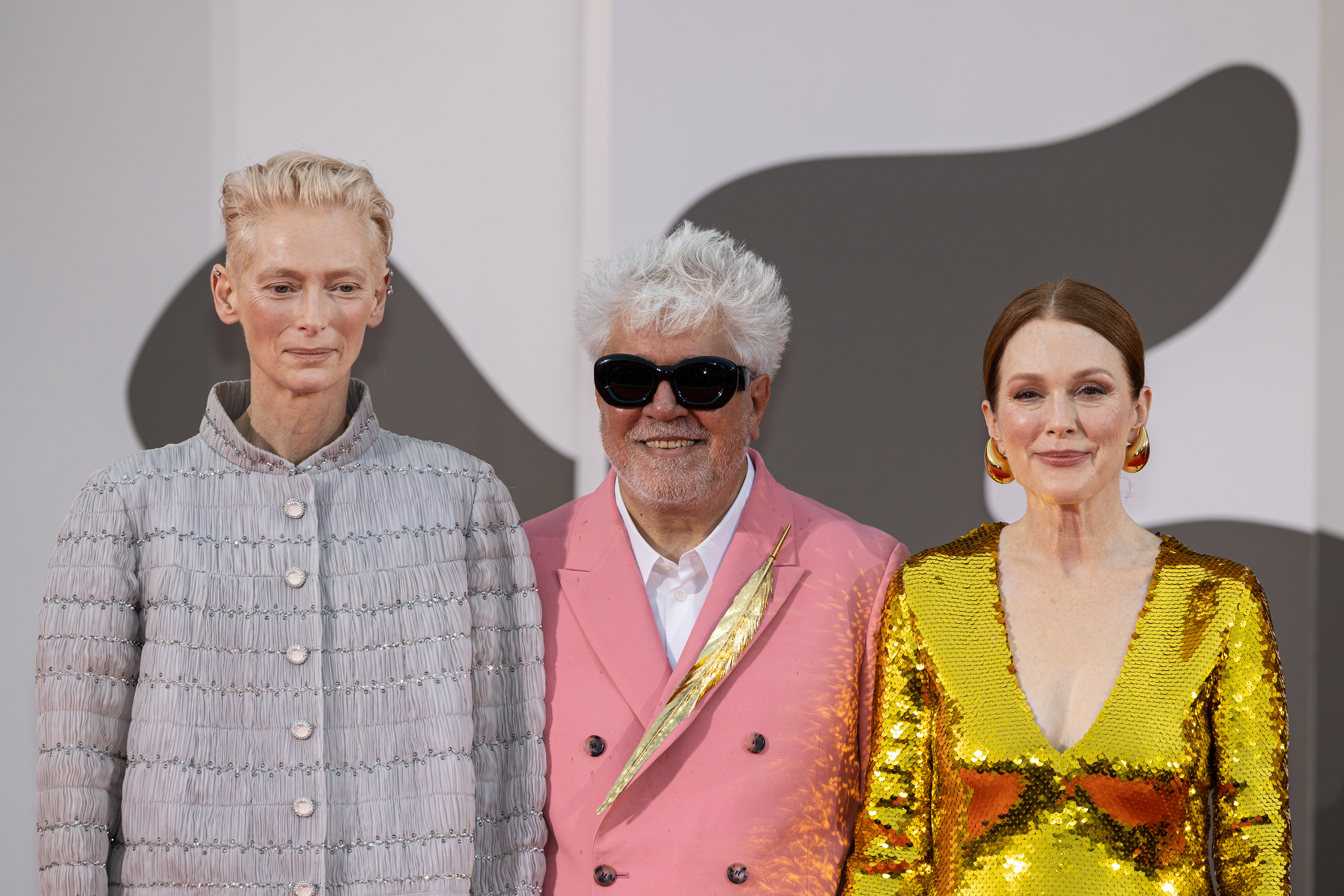
Pedro Almodóvar gemeinsam mit seinen Hauptdarstellerinnen Tilda Swinton (links) und Julianne Moore bei der Premiere in Venedig

The Room Next Door wurde in die Programme von drei der vier wichtigsten Filmfestivals im Herbst aufgenommen. Die Uraufführung fand am 2. September 2024 auf dem 81. Filmfestival von Venedig, wo das Werk in den Hauptwettbewerb eingeladen war. Das Premierenpublikum soll Almodóvars Regiearbeit mit insgesamt 17 Minuten den bis dahin längsten Applaus für einen Wettbewerbsbeitrag bei dieser Festivalausgabe gespendet haben.
Am 7. September wurde der Film beim 49. Toronto International Film Festival vorgestellt. Dort wurde mit Scott McGehees und David Siegels Loyal Friend eine weitere Verfilmung eines Werks der Schriftstellerin Nunez uraufgeführt. Anita Lee, Programmerin des kanadischen Festivals, lobte The Room Next Door, der trotz Almodóvars Wechsel zur englischen Sprache „nichts von seinen typischen Merkmalen“ früherer Arbeiten verloren habe. Neben der komplexen Erzählweise hob sie die darstellerische Leistung von Julianne Moore und Tilda Swinton sowie die Kameraarbeit von Eduard Grau hervor.
Ein erster Teaser des Films wurde im August 2024 veröffentlicht.
In Spanien wurde The Room Next Door erstmals am 26. September 2024 auf dem Festival Internacional de Cine de San Sebastián gezeigt. Dort war der Film im Rahmen der Vergabe des Donostia-Filmpreises an Almodóvar programmiert. Der reguläre Kinostart in Spanien erfolgte am 18. Oktober 2024. Nach der Kinoauswertung soll der Film exklusiv ins Streamingangebot der spanischen Plattform Movistar+ aufgenommen werden.
In den USA wurde der Film erstmals am 4. Oktober 2024 im Rahmen der Sektion Centerpiece des 62. New York Film Festivals vorgestellt. Es war das 15. Mal, dass Almodóvar mit einer Regiearbeit bei dem Festival vertreten war.
Ein regulärer Kinoverleih in Deutschland begann am 24. Oktober 2024. In den USA ist der limitierte Kinostart am 20. Dezember geplant.

### Kritiken
Von den auf der Website Rotten Tomatoes nach der Premiere aufgeführten über zwei Dutzend Kritiken sind 89 Prozent positiv („fresh“) und führen zu einer Durchschnittswertung von 7,1 von 10 möglichen Punkten. Auf der Website Metacritic erhielt The Room Next Door eine Bewertung von 70 von 100 möglichen Punkten, basierend auf mehr als einem Dutzend ausgewerteter englischsprachiger Kritiken. Dies entspricht grundsätzlich positive Bewertungen („generally favorable“).
Deutschsprachige Kritiker äußerten sich nach der Premiere in Venedig mehrheitlich positiv über den Film:
Valerie Dirk von der österreichischen Tageszeitung Der Standard lobte The Room Next Door als „raffiniertes“ und stilsicheres „amerikanisches Melodram“. Sie fühle sich an die Werke von Douglas Sirk und Woody Allen erinnert. Die Beziehung von Martha und Ingrid müsse „in den Olymp der schönsten Freundinnenbeziehungen des Kinos aufgenommen“ werden. Zentrale Themen des Films seien „der Tod, die Freundschaft und die körperliche Liebe“. Einzig störte sich die Kritikerin an Tilda Swintons winziger Doppelrolle am Ende des Films, die „wie ein schlechter Zaubertrick“ wirke, „den jeder schon“ kenne.
Tobias Kniebe (Süddeutsche Zeitung) bemerkte, dass im Vergleich zur Romanvorlage von „Selbstironie, Galgenhumor und intellektuelle Gefühlsverschleierungskünste“ wenig übrig sei. Almodóvar drücke das Ganze in seinem Drehbuch „direkt aus, ohne humoristische oder sarkastische Ausweichmanöver“ und steuere, „wie so oft in seinem Werk, gleich den dramatischen Kern der Lage an“. Bei The Room Next Door handle es sich um „eine Studie über Almodóvar-Figuren und ihren Umgang mit dem Tod“, die „bald einen eigenen, somnambulen Sog“ entfalte. Das Sterbehilfethema laste „schwer auf den Bildern“, gewinne aber „mit der Zeit eine magische Leichtigkeit, eine Gewissheit, dass alles seine Richtigkeit haben“ werde, „bis zum Schluss“, wie es „vielleicht nur Almodóvar […] herstellen“ könne. Kniebe pries das als „eine große Choreografie, eine Meditation, Almodóvars eigenes Nachdenken über den Tod, zu dem auch die finalen Worte von James Joyces The Dead gehören.“
Daniel Kothenschulte (Frankfurter Rundschau) sah in The Room Next Door einen preisverdächtigen Film und lobte Almodóvar für sein Feingefühl und „meisterliches Drehbuch“. Die Dialoge seien außergewöhnlich, die Schauspielerinnen einzigartig. Die Freundschaft der beiden Hauptfiguren lebe „von einer gewissen Distanz, einer eher intellektuellen als sentimentalen Affinität“. Der Regisseur reduziere „seine ikonische Bildsprache […] gezielt auf indirekte Schauwerte – Edward-Hopper-hafte Farben, Spiegelungen verführerischer Landschaften, analog zum schleichenden Verlust der Fähigkeiten der Sterbenden, sich daran zu erfreuen.“
Rüdiger Suchsland vom Online-Filmmagazin artechock pries The Room Next Door als „sehr sehr“ guten Film. Er sei „von bewundernswerter Klarheit und Konsequenz“. Auch würden zahlreiche Verweise auf andere Künstler und Werke gestreut, darunter Dora Carrington, Edward Hopper, James Joyce’ The Dead und die gleichnamige Verfilmung durch John Huston, den Film Viaggio in Italia von Roberto Rosselini, Don DeLillos Mao II, La dolce vita von Federico Fellini und die Autorin Virginia Woolf. Auch nehme sich Almodóvar „sehr politisch“ einer speziellen „Krebsikonographie“ an.
Maria Wiesner (Frankfurter Allgemeine Zeitung) wollte Julianne Moore und Tilda Swinton „stundenlang beim Spiel mit den Erinnerungen an ein erfülltes Leben, beim Diskutieren von Würde und Moral, beim Zitieren aus James Joyces Kurzgeschichte The Dead zusehen“. Sie wies auf das durchdachte Szenenbild und die Kostüme hin. Nichts diene „nur rein der Ästhetik, alles“ vermittele „tiefere Bedeutung“. Selten sei „ein Film über den Tod so lebensbejahend“ gewesen.
Christoph Petersen vom Online-Portal Filmstarts vergab drei von fünf möglichen Sternen und sah den Film nicht als „großen Wurf“ Almodóvars an. Dennoch pries er die Leistung Tilda Swintons und Julianne Moores als herausragend und „brillant“. Die Haupthandlung von The Room Next Door präsentiere sich allzu geradlinig und gediegen. Der Regisseur halte sich mit seinem Stil „wie selten zurück“, ausgenommen von kurzen Rückblenden in der ersten halben Stunde. Petersen war es „nicht gänzlich klar“, warum sich Almodóvar für die Verfilmung des Texts von Sigrid Nunez entschieden hat. Er kritisierte auch den Handlungsstrang, in dem durch die Figur von John Turturro „die Unabwendbarkeit von Marthas Tod“ und jene der „Klimakatastrophe nebeneinandergestellt werden“.
Tim Caspar Boehme (die tageszeitung) kritisierte Almodóvars „Perfektion“ und die „steifen Dialoge“ des Films, wodurch dieser schwerfällig wirke. Er bemerkte besonders statische „Bilder mit penibel abgezirkelten Einstellungen“, wodurch man fast meinen könne, der Regisseur „wolle dem Tod, von dem im Film unablässig die Rede ist, in diesen Bildern eine eigene Form verleihen“. „Mit diesem Zug ins Statuarische“ entziehe Almodóvar den Figuren „immer wieder ihre Lebendigkeit“.
Jan Küveler (Welt Online) bezeichnete das Werk als „Rohkostfilm“ und war der Meinung, dass Almodóvar mit seiner „enervierende[n] ‚Wallpaper‘-Ästhetik“ den Tod verkitsche. „Einen langsameren, bedächtigeren Film“ hätte Almodóvar „wohl noch nie gemacht“. Küveler kritisierte die Figur von John Turturro, die „bedauernswert wenig zur Handlung“ beitrage, und allgemein die Geschwätzigkeit der Figuren. Tilda Swintons Doppelrolle bezeichnete er als lächerliche „Volte“.

### Auszeichnungen

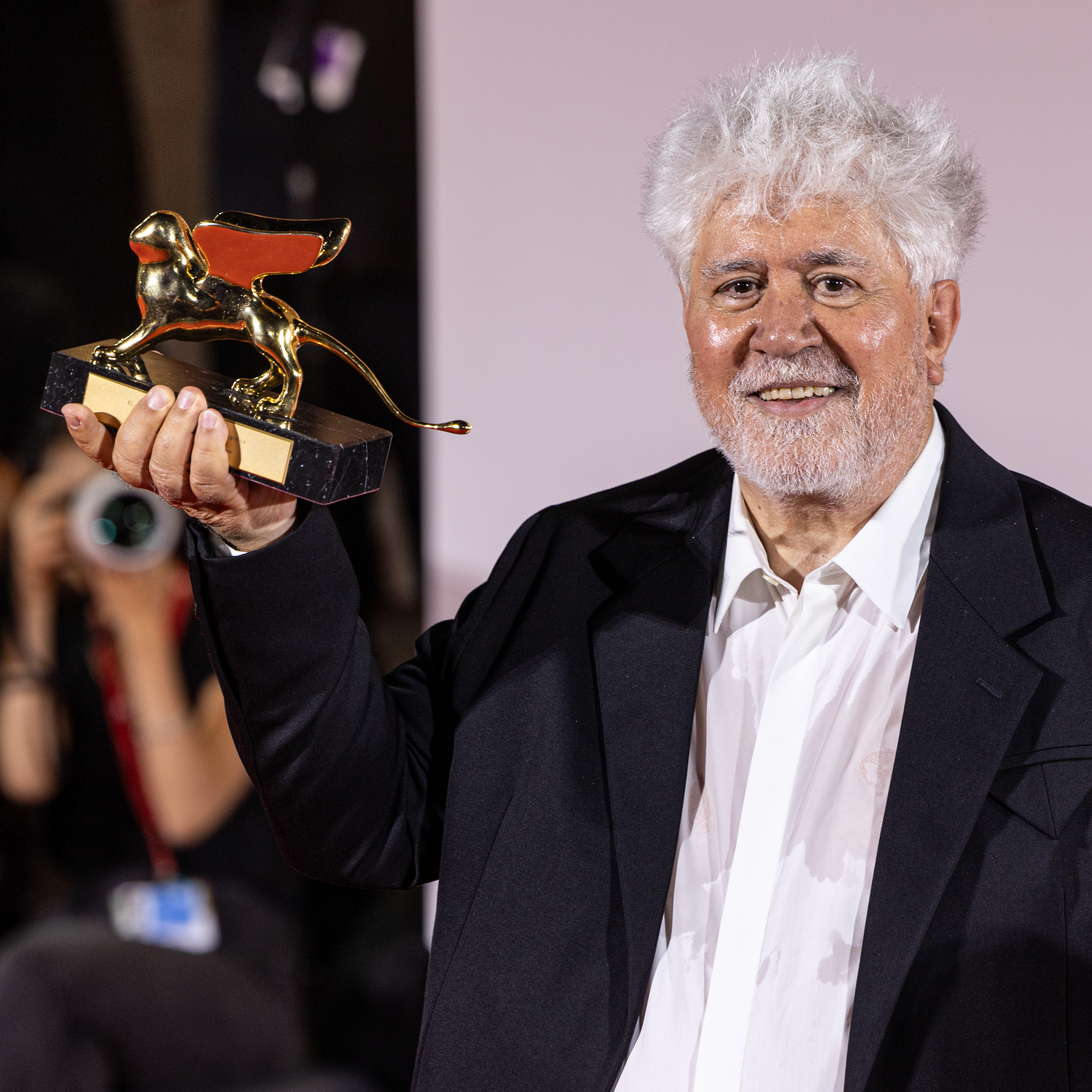
Pedro Almodóvar mit dem gewonnenen Goldenen Löwen

Für The Room Next Door erhielt Pedro Almodóvar den Goldenen Löwen, den Hauptpreis des Filmfestivals von Venedig. Es war nach 1988 und 2021 seine dritte Einladung in den Wettbewerb gewesen. In der Karriere des 74-jährigen Regisseurs war es gleichzeitig der erste Sieg für einen Wettbewerbsbeitrag bei einem bedeutenden Filmfestival. In Venedig erhielt das Werk auch den Brian Award der Unione degli Atei e degli Agnostici Razionalisti zuerkannt. Im selben Jahr folgten vier Nominierungen für den Europäischen Filmpreis, sowie sechs Nominierungen für den Premio Feroz, den Preis der spanischen Auslandspresse.
Die Jury der Deutschen Film- und Medienbewertung hat dem Film das Prädikat „besonders wertvoll“ zugestanden und sieht den Film als „Meditation über das Leben und das Sterben, Freiheit und Freundschaft, Liebe und Sex. Die Adaption des Romans von Sigrid Nunez besteht zu einem großen Teil aus den Dialogen der beiden Protagonistinnen Ingrid und Martha, die von Julianne Moore und Tilda Swinton mit einer bewundernswerten Tiefe und Intensität verkörpert werden.“
Gewonnene Preise und Nominierungen im Überblick:
| Festival / Filmpreis                   | Kategorie                         | Resultat  | Preisträger / Nominierte                          |
| -------------------------------------- | --------------------------------- | --------- | ------------------------------------------------- |
| Europäischer Filmpreis (2024)          | Bester Film                       | Nominiert | Pedro Almodóvar, Agustín Almodóvar, Esther García |
| Europäischer Filmpreis (2024)          | Beste Regie                       | Nominiert | Pedro Almodóvar                                   |
| Europäischer Filmpreis (2024)          | Beste Darstellerin                | Nominiert | Tilda Swinton                                     |
| Europäischer Filmpreis (2024)          | Bestes Drehbuch                   | Nominiert | Pedro Almodóvar                                   |
| Premios Feroz (2024)                   | Bester Film – Drama               | Nominiert | Agustín Almodóvar, Esther García                  |
| Premios Feroz (2024)                   | Beste Regie                       | Nominiert | Pedro Almodóvar                                   |
| Premios Feroz (2024)                   | Bestes Drehbuch                   | Nominiert | Pedro Almodóvar                                   |
| Premios Feroz (2024)                   | Beste Filmmusik                   | Nominiert | Alberto Iglesias                                  |
| Premios Feroz (2024)                   | Bestes Filmposter                 | Nominiert | Nico Bustos, Juan Gatti                           |
| Premios Feroz (2024)                   | Bester Filmtrailer                | Nominiert | Alberto Leal                                      |
| Golden Globe Awards 2025               | Beste Hauptdarstellerin – Drama   | Nominiert | Tilda Swinton                                     |
| Hollywood Music In Media Awards (2024) | Beste Filmmusik – Independentfilm | Gewonnen  | Alberto Iglesias                                  |
| Filmfestival von Venedig (2024)        | Goldener Löwe – Bester Film       | Gewonnen  | Pedro Almodóvar                                   |
| Filmfestival von Venedig (2024)        | Brian Award                       | Gewonnen  | Pedro Almodóvar                                   |